# Gare de Cuers - Pierrefeu
La gare de Cuers - Pierrefeu est une gare ferroviaire française de la ligne de Marseille-Saint-Charles à Vintimille (frontière), située sur la commune de Cuers, à proximité de Pierrefeu-du-Var, dans le département du Var en région Provence-Alpes-Côte d'Azur.
Elle est mise en service en 1862 par la Compagnie des chemins de fer de Paris à Lyon et à la Méditerranée (PLM).
C'est une halte voyageurs de la Société nationale des chemins de fer français (SNCF), desservie par des trains régionaux TER Provence-Alpes-Côte d'Azur.

## Situation ferroviaire
Établie à 122 mètres d'altitude, la gare de Cuers - Pierrefeu est située au point kilométrique (PK) 89,939 de la ligne de Marseille-Saint-Charles à Vintimille (frontière), entre les gares de Solliès-Pont et de Puget-Ville.

## Histoire
La « station de Cuers » est mise en service le 1er septembre 1862 par la Compagnie des chemins de fer de Paris à Lyon et à la Méditerranée (PLM), lorsqu'elle ouvre à l'exploitation la voie de Toulon à Les Arcs, première section de sa concession de Toulon à Nice. La station est établie loin de la ville et un embranchement est à l'étude pour faciliter sa desserte.

## Service des voyageurs

### Accueil
Halte SNCF, c'est un point d'arrêt non géré (PANG) à accès libre. Elle est équipée d'automates pour l'achat de titres de transport TER.

### Desserte
Cuers - Pierrefeu est desservie par des trains TER Provence-Alpes-Côte d'Azur qui assurent des missions entre les gares de Marseille, ou Toulon, et Les Arcs - Draguignan.

### Intermodalité
Un parc pour les vélos et un parking pour les véhicules y sont aménagés.